# 2-ammino-2-metil-1,3-propandiolo
Il 2-ammino-2-metil-1,3-propandiolo (o ammediolo) è un alcol e un'ammina.
A temperatura ambiente si presenta come un solido bianco dall'odore di ammina. È un composto irritante.